# Bombarda
Bombarda (iz latinskega bombus – grmenje, bučanje in ardere - goreti), srednjeveški top ali možnar velikega kalibra s sprednjim ponjenjem, ki se je uporabljal predvsem med obleganji za streljanje kamnitih krogel. Ime bombarda se je prvič pojavilo na skicah v francoskih zgodovinskih spisih okoli leta 1380. Iz njega izhaja sodobni izraz bombardiranje. 
Bombarde so lahko izstreljevale različne izstrelke, na primer kamnite in kovinske krogle, žareče predmete in obtežene krpe, prepojene z žganim apnom ali grškim ognjem. 

## Znameniti primerki
Znamenit primerek bombarde je Mons Meg. Izdelana je bila okoli leta 1449 za burgundskega vojvodo Filipa Dobrega, ki jo je zatem podaril škotskemu kralju Jakobu II.. Orožje je bilo zelo močno in se je uporabljalo za rušenje grajskih obzidij. Mons Meg je lahko streljala 180 kg izstrelke in je spadala med največje topove svojega časa. Sedaj je razstavljena na edinburškem gradu. 
Drugi poznani super topovi iz 15. stoletja sta iz železa skovana Pumhart von Steyr in Dulle Griet in iz brona uliti Faule Mette, Faule Grete in Grose Bochse. Top Car iz poznega 16. stoletja je bil zgolj razstavni eksponat.
Dardanelski top, ki ga je v Osmanskem cesarstvu leta 1464 izdelal Munir Ali, je tehtal 18,6 ton in je bil dolg 518 cm. Streljal je kamnite krogle s premerom do 63 cm.
Bombarde so izpodrinili topovi, ki so uporabljali železne izstrelke manjšega kalibra in močnejši smodnik.

## Galerija
- Ročna bombarda (1390–1400).
- 200 kg bombarda iz kovanega železa (okoli 1450, Metz, Francija) je bila izdelana iz kovaško zvarjenih železnih palic, opasanih z železnimi obroči. Streljala je 6 kg kamnite krogle. Dolžina: 82 cm.
- Mons Meg na edinburškem gradu.
- Strelivo za Mons Meg.
- Bombarda-možnar rodoških vitezov (1480-1500), namenjena bližnji obrambi trdnjavskih zidov.